# Zürcherische Freitagszeitung
Die Zürcherische Freitagszeitung war eine Schweizer Wochenzeitung, die von 1674 bis 1914 in der Stadt Zürich erschien. 1814 war sie die meistgelesene Zeitung der Schweiz.

## Geschichte
Das Zürcher Wochenblatt wurde 1674 von Barbara Schaufelberger als Ordinari Wochen-Zeitung gegründet. Die Zeitung änderte mehrmals ihren Titel; 1710 hiess sie Freytägliche Wochenzeitung, 1774 Wochentliche Freytags-Zeitung, 1784–1798 Zürcher Zeitung, dann bis 1853 Züricher Freitags-Zeitung und schliesslich Zürcherische Freitagszeitung. 
Die Zeitung wurde 1724 von Johann Kaspar Bürkli übernommen und bis 1890 von dem von ihm gegründeten Druckerei- bzw. Verlagsunternehmen herausgegeben. Im Volksmund wurde sie Bürkli-Zeitung genannt, vor allem in den Jahren vor der Helvetischen Republik, um sie von der anderen Zürcher Zeitung zu unterscheiden. 1814 war sie die meistgelesene Zeitung der Schweiz. Lange Zeit war sie föderalistisch und gegenüber der Habsburgermonarchie freundlich eingestellt, später dann konservativ und schliesslich der liberal-demokratischen Partei nahe. 1914 wurde die Freitagszeitung eingestellt.